# Le Roi orque
Roman sur les Royaumes oubliés
Le Roi Orque est le titre en français du roman The Orc King de R.A. Salvatore, basé sur le monde imaginaire des Royaumes oubliés.
Initialement publié chez Fleuve noir, le roman est paru avec une nouvelle traduction en grand format chez Milady en 2008

## Personnages principaux
- Drizzt Do'Urden
- Bruenor Marteaudeguerre
- Régis
- Cattie-Brie
- Wulfgar
- Cordio Gateaucrane
- Gaspard Pointepique
- Obould Maintes-Flèches
- Innovindil
- Tos'un del Armgo

## Résumé
Si l'introduction du roman nous ramène cent ans après la fin de la trilogie précédente, l'intrigue de ce roman fait immédiatement suite à la trilogie des Lames du chasseur, dans laquelle le Royaume Nain de CastleMithral affrontait une armée d'orques assiégeant la cité naine.
Profitant de la trêve hivernale, qui immobilise les adversaires sur leurs positions, Bruenor part avec Drizzt, Régis, Gaspard, Torgar et Cordio à la recherche de la mythique cité de Gontelgrim, où il espère trouver des indices lui permettant de remporter la victoire sur les orques.
Pendant ce temps, Wulfgar part avec Cattie-Brie à la recherche de sa fille adoptive.
De son côté, le roi Obould voit émerger un sérieux rival, qui reprend les attaques contre les nains.
Enfin, le drow Tos'un del Armgo fait face à de profonds changements de sa personnalité.

## Remarque
- Le Roi Orque est le premier roman d'une nouvelle trilogie intitulée Transitions.